# Кельтские поля
Кельтские поля — распространенное название для следов доисторических агрокультурных полей, обнаруженных на Британских островах и в Северо-Западной Европе, например, Бельгии, Нидерландах и Германии. Название полям дал Осберт Кроуфорд. Они сохранились в местах, где велось сельское хозяйство, и датируются периодом от раннего бронзового века (до 1800 до н. э.) и до средневекового периода. Они могут сохраниться как следы земляных работ.
Они похожи на остатки других древних сооружений, таких как ограды, старые дороги и остатки сельских домов. Они представляют собой разделённые на квадраты участки земли площадью больше 2000 м², хотя встречаются и более крупные (например, Дорсет и Вилтшир). Их малые размеры объясняются тем, что каждый такой участок культивировал один человек или семья.
Линчет по краям часто является признаком такого поля. Во многих местах Британии на месте кельтских полей возникли обширные римские плантации, но в других сохранились кельтские поля. Много полей сохранилось в Корнуоле, Девоне, Дорсете и Сомерсете (в Великобритании эти графства называют «Уэст-Кантри».